# Dean Reed
Dean Cyril Reed, född 22 september 1938 i Denver, Colorado, USA, död 13 juni 1986 i Zeuthen i Östtyskland (drunknad), var en amerikansk sångare och skådespelare. Som sångare hade han under 1960- och 1970-talen stor popularitet främst i Sovjetunionen och i Sydamerika. På grund av sin kombination av att vara en amerikanskfödd musikidol och sina socialistiska och Sovjetvänliga budskap fick han smeknamnet "röde Elvis" (red Elvis).

## Biografi
Reed började som 12-åring att spela gitarr. 1956–1958 studerade han meteorologi vid University of Colorado och uppträdde samtidigt. Han flyttade därefter till Hollywood där han fick spela en del TV-roller. 1959 fick han skivkontakt med Capitol Records och gav ut sin första singel "Our Summer Romance". Hans karriär gick rimligt bra i USA men de stora framgångarna kom i Sydamerika. År 1961 skickades han på turné på en dryg månad genom Chile, Brasilien och Peru där "Our Summer Romance" hade blivit en hit. I samband med turnén såg han fattigdomen i Sydamerika och hur länderna påverkades av militärjuntorna och USA:s politiska inblandning. Han beslöt sig därför att genom musik propagera för socialism och kritisera imperialism. Han stannade i Sydamerika i nästan fem år, huvuddelen av tiden i Argentina.
Reed kom även att verka som skådespelare och 1964 gjorde han sin första spelfilm i Mexiko. År 1965 fick han egen show i argentinsk TV där bland andra Valentina Teresjkova var gäst. I hans hus var även Che Guevara gäst. Han började engagera sig politiskt under tiden i Sydamerika och gav bland annat gratiskonserter i barrios, fabriker och fängelser. Efter militärkuppen 1966 blev Reed utvisad från Argentina för kommunistisk aktivitet. 
År 1966 fick Reed en ny karriär i Sovjetunionen. Han reste under två månader genom Ryssland och gav 39 konserter i åtta städer. År 1968 spelade han in sitt första album på det ryska skivbolaget Melodija (Μелодия). Reed var den första amerikanska rocksångaren att uppträda i Sovjetunionen. 1967 flyttade Reed till Rom och spelade in 12 filmer, framförallt westernfilmer. Han deltog samtidigt i protester mot USA och stödde Salvador Allendes valkampanj.
År 1972 flyttade Reed till Östtyskland och blev där en firad sångare och skådespelare. Under 1980-talet var han med i östtyska och ryska TV-shower och gav konserter i stadshallar. Under sina sista år distanserade han sig från den östtyska regimen och hoppades på en comeback i USA. 1985 visades en dokumentär om Reed i USA, American Rebel: The Dean Reed Story av regissören Will Roberts. Reed medverkade bland annat i TV-programmet 60 Minutes. Efter att Reed i USA hyllat Berlinmuren och jämfört USA:s valde president Ronald Reagan med Sovjetunionens tidigare diktator Josef Stalin fick han motta många hot och insåg då att han inte skulle lyckas med någon storstilad comeback i USA.
Reed hittades drunknad i Zeuthen i juni 1986 efter påverkan av lugnande medel. Ett självmordsbrev återfanns, som innehöll en ursäkt till Östtysklands statsöverhuvud Erich Honecker, men vissa av hans anhöriga var övertygade om att han mördats av säkerhetstjänsten Stasi efter sina planer på att göra en comeback i väst.
Reed var föremål för en tysk dokumentär 2007, Der rote Elvis, regisserad av Leopold Grün. År 2022 gavs den amerikanska dokumentärfilmen Red Elvis: The Cold War Cowboy ut, av Thomas Latter (svensk titel Röde Elvis – kalla krigets cowboy).